# Pseudopanthera
Pseudopanthera is een geslacht van vlinders uit de familie spanners (Geometridae) en de onderfamilie Ennominae.

## Soorten
- P. chrysopteryx Wehrli, 1937
- P. flavaria Leech, 1897
- P. himaleyica Kollar, 1848
- P. invenustaria Leech, 1897
- P. lozonaria Oberthür, 1893
- P. macularia (Linnaeus, 1758) – Boterbloempje
- P. oberthüri Alphéraky, 1895
- P. syriacata Guenée, 1858
- P. triangulum Oberthür, 1886